# 四日市市立納屋小学校
四日市市立納屋小学校（よっかいちしりつ なやしょうがっこう）は、かつて三重県四日市市蔵町（敷地の旧町名は袋町）にあった公立小学校。
1994年（平成6年）度末で、四日市市立中部東小学校と統合し、四日市市立中央小学校になった。

## 沿革
- 1872年（明治5年）3月15日 - 四日市では学制に先立ち、寺小屋・私塾の生徒を母体に三重県最初の小学校として三重郡四日市町上新町に四日市学校（現：四日市市立中部西小学校）が創立。
- 1877年（明治10年）12月17日 - 四日市学校より分離し四日市町袋町に納屋学校として開校。
- 1887年（明治20年）4月1日 - 小学校令の改正により三重郡納屋尋常小学校と改称。尋常科4年、簡易科3年となる。
- 1898年（明治31年）4月 - 市制施行に伴い、四日市市納屋尋常小学校と改称。
- 1900年（明治33年）7月 - 校地の拡張、全校舎の大改造が行われる。
- 1908年（明治41年）4月1日 - 四日市市第三尋常小学校と改称。
- 1912年（大正元年）8月 - 校地の拡張、校舎の増築が行われる。
- 1922年（大正11年）10月 - 更に校地の大拡張、校舎全部の大改造築が行われる。
- 1923年（大正12年）4月 - 付属幼稚園（現：四日市市立納屋幼稚園）を新設。
- 1924年（大正13年）4月1日 - 高等科が新設され、これに伴い四日市市第三尋常高等小学校と改称。
- 1935年（昭和10年）4月 - 四日市市納屋青年学校が併設。
- 1941年（昭和16年）4月1日 - 国民学校令の施行に伴い、四日市市第三国民学校と改称。初等科6年、高等科2年となる。
- 1945年（昭和20年）
  - 6月18日 - 四日市空襲。アメリカ軍B-29戦略爆撃機の空襲を受け、旧市内は殆ど消失。全校舎・諸施設の全てを失う。
  - 9月 - 四日市市民病院、公会堂等で分散授業として再開。
- 1947年（昭和22年）
  - 4月1日 - 学校教育法の施行に伴い、四日市市立第三小学校と改称。
  - 5月 - 六・三制により新制中学発足と同時に高等科が廃止。
  - 6月28日 - 四郷谷の兵舎を移転させ、校舎2階建て1棟17教室が竣工。
- 1948年（昭和23年）5月13日 - 市内の学校校舎再配置に伴い、統合・校名の変更が行われ、四日市市立東小学校と改称。
- 1949年（昭和24年）3月31日 - 四日市市立納屋小学校と改称。
- 1951年（昭和26年）10月 - 給食室が竣工。学校給食が実施。
- 1956年（昭和31年）12月 - 1951年（昭和26年）10月と二期に分け木造校舎8教室が竣工。
- 1958年（昭和33年）12月 - 創立80周年を迎え、記念行事が行われるとともに校歌が制定される。
- 1959年（昭和34年）9月26日 - 伊勢湾台風により西校舎が浸水し一部使用不能となる。この後、北校舎・幼稚園・稲葉町公民館・労働会館・千歳町日の本寮を借用し出授業を実施。
- 1960年（昭和35年）4月 - 校舎増改築のため、6年生は四日市市立浜田小学校、5年生と4年1組は中部西小学校、4年2組は中部東小学校にて分散授業を実施。その後、4年生以上の全分散学級は中部東小学校へ移転。
- 1961年（昭和36年）2月 - 鉄筋3階建て校舎1棟（普通教室11・音楽室他）、管理棟（職員室・図書室）が竣工し、4年生以上の分散学級全部が復帰。
- 1962年（昭和37年）9月 - 講堂兼体育館・給食室・渡り廊下他が竣工。
- 1966年（昭和41年）9月 - 1963年（昭和38年）に敷地の東隣りに開通した名四国道の騒音・排ガス等を避け、鉄筋校舎の9教室に防音設備が完成。
- 1969年（昭和44年） - 温室1棟が完成。
- 1970年（昭和45年） - 観察池・築山が完成。
- 1972年（昭和47年） - 騒音・排ガス対策として最も騒音の激しい鉄筋校舎の3教室に送風機が設置。
- 1973年（昭和48年） - 騒音・排ガス対策として鉄筋校舎の3階3教室に冷房設備が設置。
- 1974年（昭和49年） - 根本的な公害解決策として、公害防止対策に基づき、教育施設整備事業の一つとして木造校舎を解体。
- 1975年（昭和50年）10月15日 - 同位置に鉄筋3階建ての新校舎9教室が竣工。
- 1977年（昭和52年）
  - 10月16日 - 創立100周年記念体育祭が行われる。
  - 11月6日 - 創立100周年記念式典、校訓の記念碑除幕式等が行われる。
- 1983年（昭和58年）4月 - 前年より体育館の建て替えが行われ、新体育館が竣工。
- 1995年（平成7年）
  - 3月 - 納屋小学校としての最後の卒業式を挙行。
  - 3月31日 - 中部東小学校との統合のため廃校。
  - 4月1日 - 納屋小学校舎を使用し、四日市市立中央小学校が創立。117年余りの歴史は中央小学校に受け継がれる。
  - 4月5日 - 中央小学校開校式典挙行。
- 1997年（平成9年）
  - 1月31日 - 旧中部東小学校跡地において新校舎が竣工。
  - 4月1日 - 新校舎での授業が開始し、旧納屋小学校舎は小学校舎としての役目を終える。

## 校訓
よいか わるいか 心にたずね よけりゃ とこまで やりとおせ

## 校歌
作詞：川瀬一郎　　作曲：伊藤亘行
制作･発表：1958年（昭和38年）12月

## 通学区域
- 四日市市
  - 港地区（旧納屋地区と旧同盟地区・旧浜田地区の一部）
    - 浜町（一区、二区）、北納屋町、蔵町、相生町、本町（東部）、南納屋町、中納屋町、稲葉町、高砂町、尾上町、西末広町、千歳町、大協町一丁目

卒業生は基本的に四日市市立港中学校へ進学した。

## 周辺
- 大師之寺
- 大師寺
- 南納屋町 鯨船山車 邌倉
- 中納屋町 大入道山車 邌倉
- 国道23号（名四国道）
- 国道164号（柳通り・旧蔵町通り）
- 思案橋跡
- 旧四日市港・稲葉翁記念公園
- コスモ石油 四日市製油所
- 九鬼産業 本社
- 住友電装 本社
- 四日市市営温水プール
- 日本板硝子 四日市事業所
- 第一工業製薬 四日市事業所
- 四日市港湾合同庁舎
- 末広橋梁
- 臨港橋

## 最寄駅・バス停
- JR関西本線 四日市駅から北東へ400m（徒歩5分）
- 三重交通バス 相生町（旧バス停名は袋町）にて下車